# Dvorec Coronini
Dvorec Coronini stoji v samem centru mesta Šempeter pri Gorici. Trenutno je v dvorcu sedež Občine Šempeter - Vrtojba in arhiv Splošne bolnišnice Dr. Franca Derganca. 

## Zgodovina
V 17. stoletju je Šempetru in bližnji okolici zavladala nova veja plemiške rodbine Coronini. Začetnik nove veje, Aleksij, ki je na goriško prišel iz Lombardije, je bil sprejet med goriško plemstvo in si za svojo rezidenco najbrž izbral dvorec Špinjolišče pri Renčah. Današnji Coroninijev dvorec je dal zgraditi kot svojo lastno rezidenco, Aleksijev mlajši sin, Janez Krstnik. Z velikimi dosežki novonastale grofovske veje se je tudi dvorcu večal pomen, zato ga je Janez Krstnik IV. leta 1860 dal temeljito prenoviti. Sin Janeza Krstnika IV., Franc Karel se je po upokojitvi stalno naselil v dvorcu, kjer je tudi opravljal župansko funkcijo. Po njegovi smrti je dvorec prevzel njegovemu sin Rudolf, ki pa je dvorec podaril svojemu prvorojenemu sinu Aleksu(seju). Aleks(ej) si je s svojo ženo Terezijo prizadeval obnovo dvorca, ki je bil v času med prvo svetovno vojno precej razdejan. Zaradi svetovne gospodarske krize sta morala leta 1930 dvorec prodati italijanski državi, ki je v dvorcu postavila internat, Istituto Umberto Maddalena, za sirote padlih vojakov. V času druge svetovne vojne je bil dvorec spremenjen v vojaško bolnišnico, po drugi svetovni vojni pa so v njemu zasedali vojaki indijske vojske ter vojaki armade Združenih držav Amerike. Ko je bil leta 1947 Šempeter priključen Jugoslaviji, se je morala celotna veja šempetrske rodbine Coronini preseliti v sosednjo Gorico. Dvorec so nato uporabljali v namene novogoriške bolnišnice. Osrednji del dvorca je kupila občina Šempeter - Vrtojba in ga med letoma 2005 in 2009 temeljito prenovila.